# Saison 3 de Bitten
 (septembre 2024).
Si vous disposez d'ouvrages ou d'articles de référence ou si vous connaissez des sites web de qualité traitant du thème abordé ici, merci de compléter l'article en donnant les références utiles à sa vérifiabilité et en les liant à la section « Notes et références ».
La troisième et dernière saison de Bitten est diffusée à partir du 12 février 2016 au Canada et du 15 février 2016 aux États-Unis.
Note : Les titres des épisodes peuvent être différents selon leurs pays de diffusion. Ainsi, ceux utilisés au Québec sont indiqués en premier, ceux des autres pays francophones sont indiqués en second.